# Regel-3-Tonner

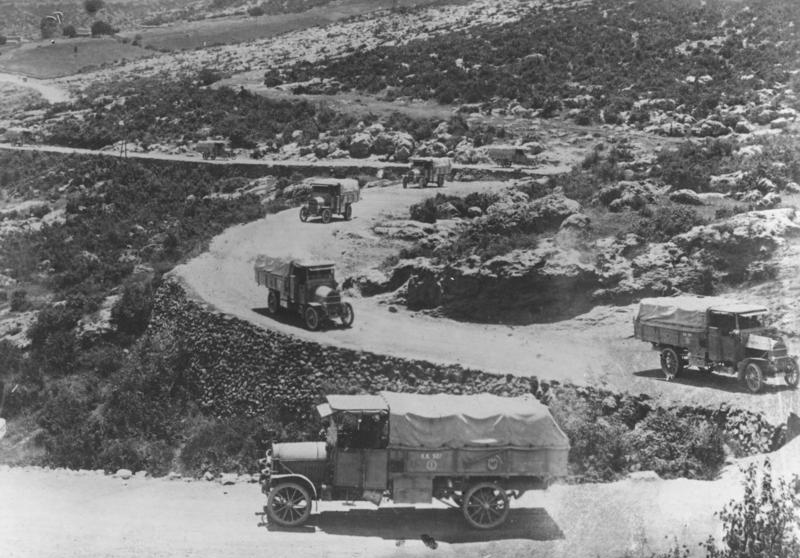
Regel-3-Tonner überqueren den Taurus

Der Begriff Regel-Dreitonner (auch Regellastwagen) umfasste eine im Ersten Weltkrieg ab 1915 in Deutschland gebaute Lastkraftwagen-Klasse.

## Geschichte

### Vorgeschichte
Als spätestens ab Oktober 1914 der Bewegungskrieg sich zum Stellungskrieg wandelte, erwiesen sich die mit großem Aufwand vor Kriegsbeginn bereitgestellten Subventions-Lkw für die Versorgung der Fronttruppen mit Mengenverbrauchsgütern (Munition, Verpflegung, Futter) als zu schwerfällig und daher ungeeignet. Gut verwendbar waren dagegen die sogenannten „Kavallerie-Lastkraftwagen“: Dies waren Lkw mit einer Nutzlast von drei Tonnen, je eine Kolonne von 12 Fahrzeugen war jeder der elf bei Mobilmachung aufgestellten Kavalleriedivisionen unterstellt. Eine ähnlich gegliederte und ausgestattete Kolonne war jedem der 16 aktiven Jäger-Bataillone beigegeben. Die Beschaffung derartiger leichterer Lkw war vor dem Krieg nicht subventioniert worden, da die Auffassung bestand, von dieser Lkw-Klasse seien in Deutschland genügend Stückzahlen ohnehin vorhanden, sodass der Bedarf im Fall einer Mobilmachung durch Requisition aufgrund des Reichsleistungsgesetzes gedeckt werden könne.
Mit Verfügung vom 10. März 1915 wurden diese Kavallerie-Kraftwagen- und Jäger-Kolonnen aus ihrem bisherigen Unterstellungsverhältnissen gelöst und stattdessen den jeweiligen Armeen, dort dem Kommandeur der Kraftfahrtruppen, unterstellt. Ebenso war ein großer Bedarf an weiteren Kraftwagenkolonnen vorhanden, die ebenfalls tunlichst mit den geeigneteren Dreitonnern statt der bislang vorgeschriebenen Subventionslastzüge auszustatten waren. In dieser Zeit (Unterlagen in der bestehenden einschlägigen Literatur gibt es nicht) muss auch der Begriff des „Regel-Dreitonners“ entwickelt worden sein.

### Die Regeln für den Regel-Dreitonner
Die Behauptung, der Regel-3-Tonner sei unter militärischen Gesichtspunkten vom Ingenieur Buschmann bei Magirus entwickelt worden, stimmt nicht. Vielmehr liegt nahe, dass Regeln oder ein Pflichtenheft vom Besteller, also dem Kriegsministerium oder der Generalinspektion des Militärverkehrswesens aufgestellt wurden. Aber auch dies ist nicht sicher, zumal in der Anfangszeit des Ersten Weltkrieges ein großes Durcheinander herrschte, wer befugt sei, wann und wo bei wem welches Kriegsmaterial zu bestellen: Es kam sogar vor, dass einzelne Armeekorps direkt bei privaten Firmen unter Umgehung jeglicher vorgesetzten Behörden Sachen bei irgendeinem Lieferanten anforderten.
Die „Regeln“, wenn es solche gab, nach denen Dreitonner-Lkw in Zukunft zu liefern waren, können im Wesentlichen nur anhand von Fotos ab etwa 1916 erschlossen werden:
- Mindestnutzlast drei Tonnen auf unbefestigten Straßen
- zuverlässig arbeitender Vierzylindermotor mit einer Motorleistung, die hinreichte, um 10–15 km/h als Durchschnittsgeschwindigkeit auf befestigten Straßen einzuhalten
- Witterungsschutz für Fahrer und Beifahrer durch festes Führerhaus mit Windschutzscheibe und einsteckbaren Seitenscheiben an den Türen
- vorn Einzel-, hinten Doppelbereifung, Räder aus Gusseisen, Bereifung aus Vollgummi
- große Ladepritsche (über möglicherweise standardisierte Maße ist nichts bekannt)
- zwei bis vier Scheinwerfer an der Frontseite
- Antrieb auf die Hinterachse bevorzugt über Ketten, ggfs. auch über Kardanwelle

Derartige Regel-Dreitonner fertigten folgende Hersteller:
Adler, Ansbach, Benz, Bergmann-Metallurgique, Braun, Büssing, DAAG, Daimler, Dixi, Dürkopp, Dux, Hansa-Lloyd, Komnick, LUC, Magirus, MAN, Mannesmann-MULAG, Nacke, NAG, Podeus, Stoewer, Vomag, ferner die Schweizer Firmen Arbenz und Saurer, während Berna für die Entente-Mächte lieferte. Es werden im Schrifttum teilweise auch noch weitere Hersteller von Regeldreitonnern genannt, indessen ist die Fabrikation bei ihnen nicht nachweisbar

### Umfang der Produktion, Probleme
Über den Umfang der Produktion von Kraftfahrzeugen im Deutschen Reich während des Ersten Weltkrieges sind wir relativ gut unterrichtet. Sie betrug nach einer Zusammenstellung der Kraftfahrtechnischen Prüfkommission in Berlin:
| Kategorie | 1914 | 1915 | 1916 | 1917 | 1918   | Summe  |
| --------- | ---- | ---- | ---- | ---- | ------ | ------ |
| 5 to      | 392  | 279  | 99   | 46   | 0      | 816    |
| 4 to      | 437  | 1511 | 4163 | 2776 | 2143   | 11.030 |
| 3 to      | 695  | 4375 | 3077 | 6449 | 7634   | 22.230 |
| 2 to      | 483  | 1508 | 321  | 177  | 275    | 2764   |
| 1–1,5 to  | 506  | 611  | 87   | 43   | 0      | 1247   |
| Summe     | 2513 | 8289 | 7742 | 9491 | 10.052 | 38.087 |

Die Zahlen für 1914 umfassen die Produktion von August bis einschließlich Dezember, für 1918 die von Januar bis einschließlich Dezember. Damit machten die Regeldreitonner knapp 60 % der in Deutschland im Ersten Weltkrieg an das Militär gelieferten Lkw aus.
Inwieweit die vorgeschriebenen (oder nur empfohlenen?) Regeln und Richtlinien eingehalten wurden, ist heute nicht mehr nachprüfbar. Der infolge der Blockade bald spürbare Mangel an etlichen Rohstoffen schränkte die Produktion ein und zwang bei den jeweiligen Herstellern zu verschiedenen nicht normgerechten Aushilfen: So wurde wegen fehlendem Naturkautschuk für die Reifenherstellung – auf Holzspeichen und Holzfelge zurückgegriffen, auf die Gummiklötze geschraubt wurden, oder – nach dem System Büssing – ein Eisenreifen auf die Holzfelge angebracht. Treibstoffmangel führte ebenfalls zu diversen Aushilfen wie Benzol und anderen Mischungen, die jedoch erheblich schlechter verbrannten, sodass die geforderte Leistung nicht mehr erreicht wurde.

### Einsatz
Eingesetzt wurden die Regel-Dreitonner zunächst in den im Laufe des Jahres 1915 aufgestellten Korps-Kraftwagenkolonnen. Diese wurden im Januar 1917 zugunsten der Divisions-Kraftwagenkolonnen aufgelöst: Jede Division erhielt eine Kraftwagen-Kolonne, Sollbestand 10 Regel-Dreitonner zum Transport, zusätzlich einen Lkw für Treibstoff, einen Werkstattwagen und einen bis zwei Pkw für die Führung der Kolonne. Die schwereren Typen sollten den Armee-Kraftwagenkolonnen vorbehalten bleiben. Die Wirklichkeit sah allerdings häufig anders aus: Die Divisions-Kraftwagenkolonnen hatten, wie Bestandsmeldungen zeigen, vielfach eine Mischung aus Lkw mit Nutzlasten von zwei bis vier Tonnen, ebenso von verschiedenen Herstellern: Die Bemühungen um Zuweisung nur eines einzigen Typs zu jeder Kolonne scheiterten an dem allgemein herrschenden Mangel, der dazu zwang, das zu nehmen, was man kriegen konnte.

## Andere Armeen
Der Regel-Dreitonner war eine rein deutsche Entwicklung. Dennoch lohnt ein Blick „über den Zaun“ auf die zeitgleiche Entwicklung des motorisierten Transportwesens in anderen europäischen Armeen:

### Frankreich
Frankreich bestellte zunächst wie das Deutsche Reich im August 1914 bei allen seinen Kraftfahrzeugherstellern das, was diese gerade im Angebot führten. Etliches davon war für Kriegszwecke nicht geeignet, man beschränkte sich daher ab 1915 auf zwei Typen: Den 3½-Tonner Berliet CBA (von dem fünfstellige Mengen gebaut wurden) und den 2½-Tonner Renault Type EP, von dem von 1914 bis 1918 zusammen 7540 Wagen entstanden. Daneben gab es zahlreiche Importe aus den USA, aber auch aus Italien. Da die Masse der Lkw nur von zwei Herstellern kam, bedurfte es keiner „Regeln“, um eine Vereinheitlichung durchzuführen.

### Großbritannien
Großbritannien verfuhr mehr nach deutschem Muster: Man bestellte Dreitonner und 3,5-Tonner bei AEC, Albion, Austin, British Berna, British Quad, Commer, Daimler Motor Company, Dennis, Hallford, Karrier, Leyland, Maudslay, Pagefield, Straker-Squire, Thornycroft, Tilling-Stevens, 4- und 5-Tonner in geringer Anzahl bei Caledon, Churchill, Halley, 1½-Tonner bei Crossley Motors und Napier & Son. Auch in Großbritannien wurden daher meist Drei- bis 3,5-Tonner als Militär-Lkw genutzt. Insgesamt produzierte Großbritannien von August 1914 bis Dezember 1918 rund 60.000 Lkw.

### Italien
In Italien baute FIAT für damalige Zeiten riesige Mengen an Lkw in wenigen Typen: etwa 12.000 FIAT-Eintonner des Typs 2F, 20.000 1½-Tonner des Typs 15ter, 6000 des 2½-Tonners FIAT 18BC, etwa 10.000 Dreitonner vom Typ 18BL und etwa 6000 4½-Tonner des Typs FIAT 18BLR. Die sonstigen italienischen Firmen (Bianchi, Diatto, Isotta Fraschini, Itala, Lancia, Nazarro, S.C.A.T., SPA, Züst) produzierten Lkw nur in unbedeutenden Mengen. Interessant ist die Konzentration der Produktion auf einen Anderthalbtonner-Typ: Dies dürfte einerseits dem Kriegsschauplatz (Gebirgskrieg) geschuldet sein, für den der Dreitonner zu unhandlich war, andererseits dem Umstand, dass ein großer Anteil dieser Fahrzeuge nach Russland exportiert wurde: Für die dortigen Sandwege war ebenfalls der Dreitonner zu schwer.

### Österreich-Ungarn
Die Doppelmonarchie soll von August 1914 bis Dezember 1918 insgesamt 8500 Lkw gebaut haben. Hiervon hatten 1100 eine Nutzlast von 2 Tonnen, 4800 Fahrzeuge (also 56½ %) eine solche von 3 Tonnen. Der Schwerpunkt der Fertigung lag also auch hier beim Dreitonner.

### Russland
Als einzige russische Firma lieferte Russo-Balt in Riga von 1914 bis 1916 etwa 80 Lkw verschiedener Nutzlastklassen. Daneben montierten die Firma AMO in Moskau und Lebed in Jaroslawl zusammen rund 1500 aus Italien importierte Fiat 15ter. Außerdem lieferte Renault 504 Fahrzeuge ihres Lkw Type EP zwischen November 1914 und September 1916. Aus den USA bezog Russland etliche  Ein- bis Zweitonner des Typs White TBA und Dreitonner des Typs White TAD. Auffällig ist die hohe Zahl an leichten Lkw mit einer Nutzlast von einer bis zwei Tonnen, Dreitonner waren offenbar für die damaligen russischen Straßen zu schwer.

### USA
Die USA waren 1914 bei weitem der bedeutendste Automobilproduzent der Welt, 81 % aller 1914 gebauten Automobile stammten aus den USA. Der Anteil an Nutzfahrzeugen daran war jedoch relativ gering (unter 5 %), und es waren meistens sehr leichte Lkw mit einer Nutzlast von etwa einer Tonne. Gleichwohl trafen ab Herbst 1914 von den Entente-Mächten Bestellungen bis dahin ungekannten Ausmaßes in den USA ein, und die Amerikaner lieferten bereitwillig während des Ersten Weltkrieges: etwa 6000 Zweitonner Pierce-Arrow X-2, rund 16.000 Zweitonner GMC Typ 41, knapp 5000 Dreitonner Packard 3E, etwa 8000 Fünftonner Pierce-Arrow R-4 und R-5. Die Firma White baute tausende ihrer Zweitonner Typ TCD, von Dreitonnern des Typs TAD und Fünftonner des Typs TCD.
Aus den USA kamen auch die ersten allradgetriebenen (4×4)-Lkw: etwa 35.000 Zweitonner Jeffery Quad und etwa 12.000 Drei- bis Fünftonner von FWD.
Als die USA 1917 in den Krieg eintraten, beschlossen sie, einen Einheits-Lkw, den sogenannten Liberty Truck zu schaffen. Dieser ging bei 16 Firmen in Produktion, bis zum Waffenstillstand wurden etwa 7600 Exemplare nach Europa verschifft. Im Gegensatz zum Regel-Dreitonner handelte es sich also um ein bis zur letzten Schraube einheitliches Modell, das lediglich von verschiedenen Firmen gebaut wurde.

## Weitere Entwicklung, Zweiter Weltkrieg
Auch im Zweiten Weltkrieg bevorzugte das Militär aller Staaten als Standard-Lkw den Dreitonner, als 4×2-, 4×4- oder 6×4-Fahrzeug:
- In Deutschland die Vierrad-Lkw Opel Blitz und Mercedes-Benz L 3000 sowie die Ford V-3000-Serie und die Sechsrad-Lkw Henschel 33, Mercedes-Benz LG 3000 und Krupp L3 H63
- In Großbritannien die Vierrad-Lkw Bedford OY, Commer Q4 und andere sowie die Sechsrad-Lkw Austin K6, Fordson WOT1 und andere
- in der Sowjetunion den Vierrad-Lkw ZIS-5 und den Sechsrad-Lkw ZIS-6
- in den USA die 6×6-Lkw GMC CCKW-353 und Studebaker US6 und ihre 6×4-Varianten GMC CCW-353 und Studebaker U6, von denen zusammen rund 800.000 Stück entstanden[24]